# Català modern
El català modern és el català dels segles xvi, xvii i xviii, dit tradicionalment de la Decadència. La Decadència és el període de la literatura catalana que comença amb l'edat moderna (segle xvi) fins a la Renaixença catalana del segle xix. La decadència és, en part, una construcció dels autors de la Renaixença i crítics posteriors.
S'ha dit que la Decadència coincideix amb la castellanització de tot Espanya i la degeneració de les institucions de la Corona d'Aragó després de la unió de les corones de Castella i Aragó amb el casament de Felip I de Castella i Joana la Boja. Aquesta castellanització del territori que anteriorment havia format part de la Corona d'Aragó té diversos factors importants com són la desaparició de la Cancelleria Reial i el desplaçament de Catalunya del comerç a través de l'Atlàntic després de la descoberta d'Amèrica per Cristòfol Colon l'any 1492. La Decadència de la literatura catalana s'ha contrastat amb l'esplendor del Segle d'Or de la literatura en castellà. Els autors més coneguts de la Decadència són Vicenç Garcia, Joan Timoneda, Francesc Fontanella, i Josep Romaguera.

## Particularitats
El català modern, continuador del català medieval i del català clàssic mantenia trets encara actuals en el català perifèric, especialment valencià, com el subjuntiu en -a o la combinació de pronoms li'l, li ho, li la.
D'altra banda, una de les seves particularitats majors és, especialment a l'escrit, i no tant a l'oral, la influència important i creixent de sintaxi i lèxic castellans per culpa del procés de castellanització de la llengua.

## Història

### L'inici del retrocés de la llengua

#### El procés de substitució lingüística

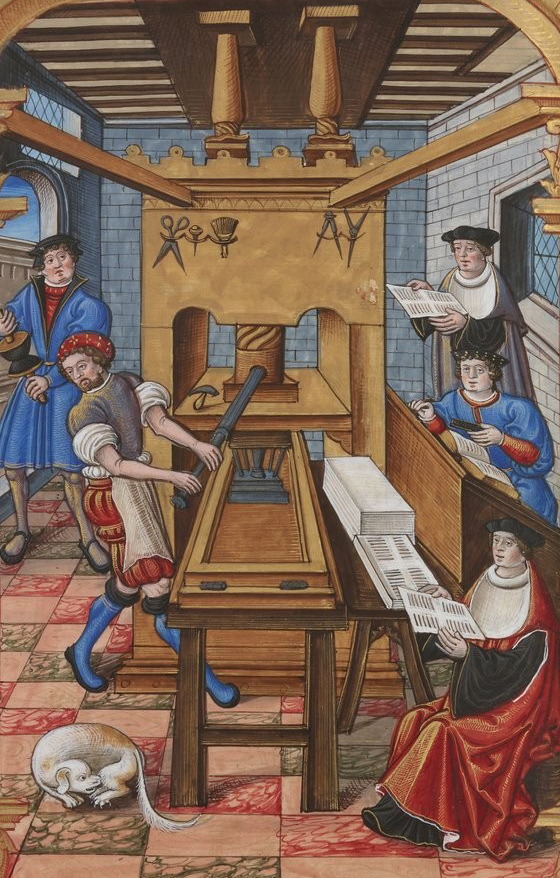
Impremta del segle XV

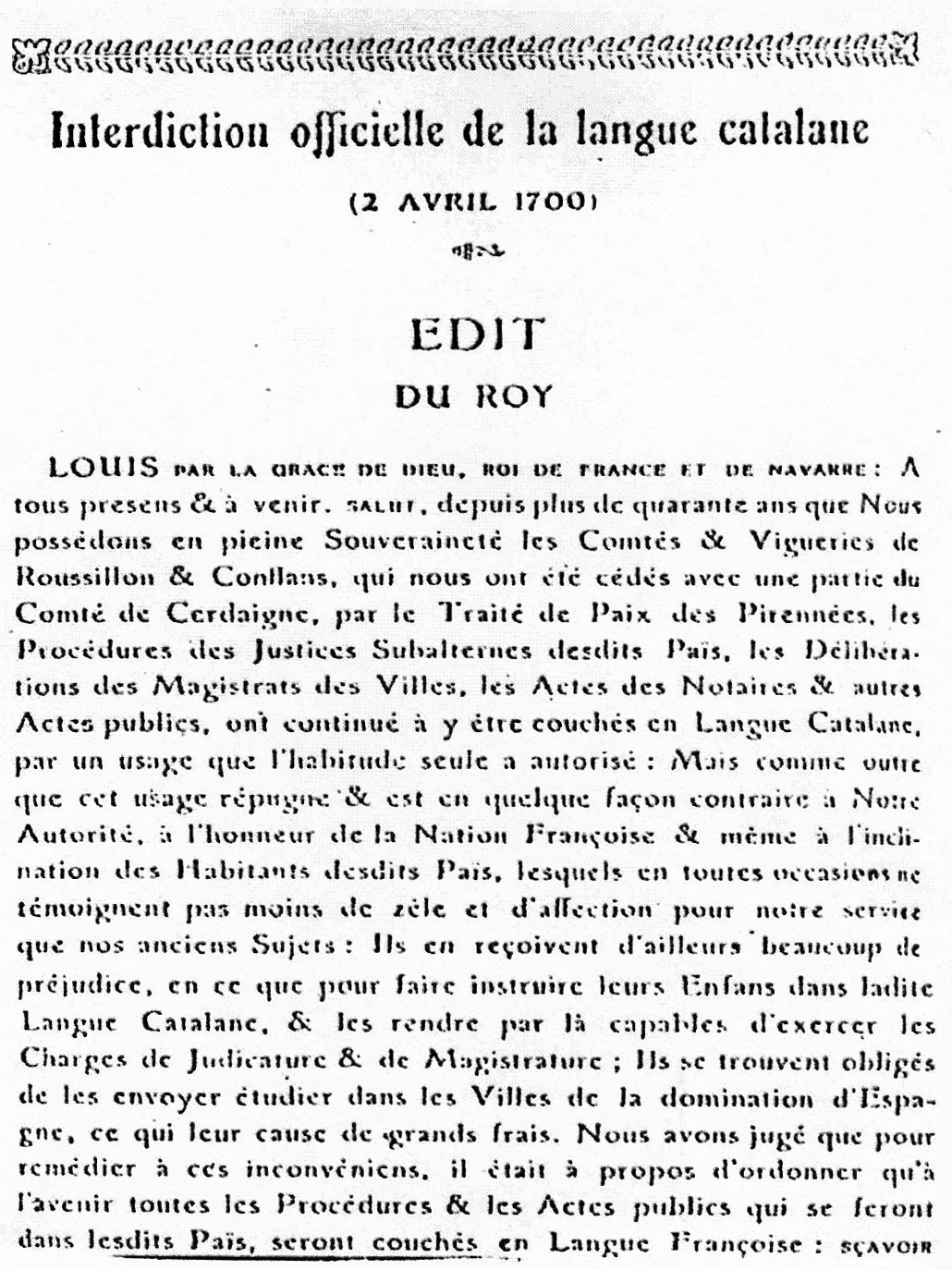
Decret de Prohibició Oficial de la Llengua Catalana a la Catalunya del Nord

Durant els segles xvi i xvii, el català continuarà sent la llengua d'ús popular a tots els nivells: en la relació familiar, a l'església, en l'administració, a l'escola, en els llibres tècnics i d'història, etc. No obstant això, el castellà s'anirà introduint a la catalanofonia. Els fets que acceleren la presència del castellà en els territoris de llengua catalana foren:
1. La influència de la cort castellana. Els Trastàmara castellans havien respectat l'ús del català i aquest no se'n ressentí fins que Ferran II d'Aragó i Isabel I de Castella es casaren i els Països Catalans quedaren lligats al projecte de monarquia hispànica gestat pels Reis Catòlics (1479-1516). Fruit de la castellanització de la cort, l'aristocràcia catalana es va anar castellanitzant.
2. L'esplendor de la literatura castellana. Alguns escriptors catalans, enlluernats per la literatura renaixentista i barroca castellana, canviaran la seva llengua per la castellana (Joan Boscà).
3. La impremta. La producció de llibres en castellà anirà desplaçant la de llibres en català per una qüestió de mercat.
4. La Guerra dels segadors (1640-1659). Enfrontà el Principat de Catalunya amb Felip III i el centralisme polític castellà, i comportà la derrota de Catalunya i la cessió a l'estat francès, mitjançant el tractat dels Pirineus (1659), de les comarques del Rosselló, el Conflent, el Vallespir i l'Alta Cerdanya. En aquests territoris es va prohibir el català.

#### La "Decadència"
Molts estudiosos es refereixen als segles xvi, xvii i xviii de la cultura catalana amb el terme de "decadència" per donar a entendre el retrocés que patí el català durant aquests anys. És, però, un terme imprecís, ja que no reflecteix la realitat total de la llengua, sinó solament una part, la que afecta la producció culta. Tanmateix, la llengua oral i escrita de les classes populars als Països Catalans continuarà sent el català, almenys fins al segle xviii.
Malgrat el descens quantitatiu i sobretot qualitatiu de les produccions literàries cultes en llengua catalana, podem assenyalar uns quants noms: Cristòfor Despuig, autor dels Col·loquis de la insigne ciutat de Tortosa (1557), Pere Serafí, Francesc Vicenç Garcia (el "rector de Vallfogona"), Francesc Fontanella, Joan Ramis, etc.

#### La Guerra de successió i els Decrets de Nova Planta

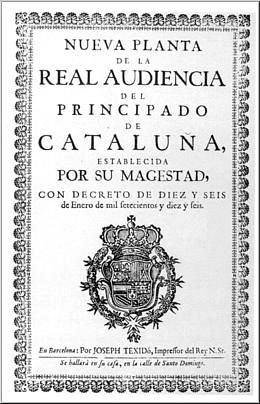
[http://books.google.cat/books?id=epd1t_OqzSIC&hl=ca&source=gbs_navlinks_s Nova Planta de la Reial Audiència del Principat de Catalunya

L'any 1700, mor sense descendència Carles II, i esclata una guerra entre els partidaris de l'arxiduc Carles d'Àustria i els de Felip d'Anjou, de la dinastia absolutista dels Borbons. La Corona d'Aragó es posicionà a favor de l'arxiduc, que acabà derrotat. Les conseqüències per al català foren terribles, ja que el nou sobirà, Felip V, promulgà els coneguts Decrets de Nova Planta, segons els quals el català deixava de ser llengua oficial; se suprimien els drets i les institucions forals; es produïa una castellanització de l'administració pública; es canviava la toponímia i es prohibia l'ús del català a l'escola, als tribunals civils i eclesiàstics, als llibres de comptabilitat empresarial, al teatre, etc.
La creixent castellanització durant els segles anteriors ja havia ocasionat una certa crisi en la consciència idiomàtica unitària, que s'accentuà a partir dels Decrets de Nova Planta. La voluntat central de fer minvar la llengua i la cultura de Catalunya es va accelerar el 20 de febrer del 1712 a Madrid, quan es varen dictar les famoses instruccions secretes als corregidors del territori català: "Pondrá el mayor cuidado en introducir la lengua castellana, a cuyo fin dará las providencias más templadas y disimuladas para que se consiga el efecto, sin que se note el cuidado." Els decrets i les mesures encaminades a prohibir l'ús del català no es dugueren a terme sistemàticament, ni obtingueren resultats efectius immediats. Tot i així, la situació al domini lingüístic català portà a una situació de diglòssia: mentre el castellà s'usava per a funcions formals, generalment escrit, el català s'usava per a funcions informals, bàsicament orals.

## Decadència
Des dels primers decennis del segle xvi fins als primers del XIX, s'encadenen una sèrie de fets, com la unió de les corones d'Aragó i Castella a partir de Ferran II i de Carles V, el trasllat de la cort al centre de la Península, l'emigració de bona part de la noblesa catalana i la seva posterior assimilació als designis imperials de Carles V i Felip II, el desplaçament dels interessos econòmics de la Mediterrània a l'Atlàntic, el resultat de les guerres de les Germanies, dels Segadors i de Successió, les derrotes i els exilis de 1652 i 1714, etc., produïren una crisi d'autors i de lectors que paralitzà el desenvolupament normal de molts sectors de les lletres catalanes.
Malgrat aquests fets, encara hi ha debat sobre aquesta decadència, ja que existeixen contribucions importants d'escriptors com Cristòfor Despuig, Joan Timoneda i Pere Serafí, al renaixement; Francesc Fontanella, Vicenç Garcia i Josep Romaguera, durant el barroc; i Joan Ramis, Francesc Mulet i Antoni Puig i Blanch al neoclassicisme.

### Renaixement
El Renaixement es va originar a Itàlia des d'on va arribar a Catalunya gràcies els cercles catalans instal·lats a la Itàlia del Renaixement per la vinculació de Nàpols, Sicília i Sardenya a la Corona d'Aragó, de fet que Alfons el Magnànim fixà la seva residència a Nàpols. També per l'existència de dos pontífexs valencians, Calixt III i Alexandre VI, ambdós papes de la família Borja. En conjunt, es pot dir que el Renaixement català intentà de fer una síntesi de certs elements medievals i d'uns altres de nous, procedents d'Itàlia i de Castella.
La literatura catalana, sense trencar amb la tradició medieval, recuperà alguns dels cànons estètics i dels models formals del classicisme. Però la preocupació per l'estudi de les llengües clàssiques, característica de l'humanisme, no impedí el desenvolupament de les literatures en llengües vulgars. Mentre la minoria aristocràtica vacil·lava en l'ús de les llengües llatina, castellana i catalana, la majoria popular continuà refent i ampliant en la llengua pròpia la tradició que havia elaborat en el curs dels segles.

#### Prosa
La prosa catalana més valuosa del període són Los col·loquis de la insigne ciutat de Tortosa (1557) de Cristòfor Despuig, tant per l'ús del diàleg, una forma literària clàssica, com per l'esperit crític de l'autor, en una prosa noble, de vagues ressonàncies erasmistes. Dins també de la narrativa històrica, cal remarcar les cròniques de Pere Miquel Carbonell, Pere Antoni Beuter i Joan Binimelis, i la novel·la al·legòrica, representada per L'espill de la vida religiosa, obra anònima publicada el 1515, atribuïda per alguns a Miquel Comalada, amb influències lul·lianes i reformistes que estaven assolint una veritable projecció europea.
En el terreny de la literatura d'entreteniment, emergeixen novelle i facècies com les de Jordi Centelles i Joan Timoneda i unes divertides i desinhibides Estil·lades y amoroses lletres, de mitjan segle xvi. Aquests anys, a més, funcionava a València un teatre d'intenció realista i satírica que donà mostres tan esplèndides com La vesita, de Joan Ferrandis d'Herèdia.

#### Poesia
El millor poeta català del moment fou Pere Serafí, que alternà l'idealisme amorós d'inspiració petrarquista o ausiasmarquiana amb la glossa de refranys i cançons populars. Altres poetes, com Andreu Martí Pineda i Valeri Fuster, insistiren amb una certa originalitat en els models costumistes valencians de la darreria del segle xv. Els poemes de Joan Pujol, ja a la segona meitat del segle xvi i els actes sacramentals de Joan Timoneda, ja reflecteixen el canvi de la contrareforma, que havia de culminar amb el Barroc. Amb la Contrareforma desapareix aquest esperit de crítica i de recerca per propugnar una visió més rígida i ascètica de la vida.

### Barroc

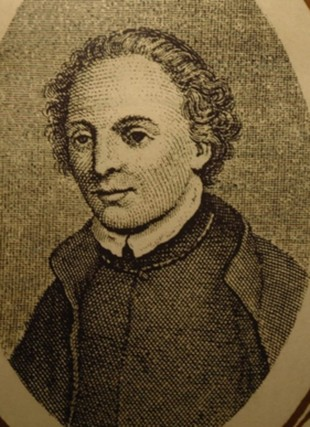
Francesc Vicent Garcia i Ferrandis, Rector de Vallfogona, en un gravat difós l'any 1840.

Les primeres manifestacions pròpiament barroques (figures anteriors com Joan Timoneda o Joan Pujol poden considerar-se com uns inicials símptomes literaris de la contrareforma) no es produïren fins a començament del segle xvii i es prolongaren durant tot el xviii, aleshores ja amb elements d'estètica rococó.
En aquest període es reben clares influències del gran barroc castellà, amb autors com Góngora, Quevedo, Calderón, Gracián, etc., que actuaven sense gaire relació els uns amb els altres.
Una figura cabdal del barroc català fou el poeta i comediògraf Francesc Vicent Garcia, que gaudí d'un gran prestigi posterior, fou l'únic que aconseguí de formar una escola, que l'imità en aquells aspectes més secundaris i que s'allargassà fins ben entrat el segle xix. Francesc Fontanella i Josep Romaguera, aportarien també contribucions importants durant el barroc.
El moment culminant d'aquest corrent pot situar-se durant la Guerra dels Segadors, quan hi hagué intents ja conscients de renovar i revitalitzar la cultura catalana i que fracassà amb la derrota dels exèrcits catalans. S'ha de destacar sobretot l'obra poètica i dramàtica de Francesc Fontanella. Altres figures del barroc català foren Pere Jacint Morlà i Josep Blanch, també de mitjan segle xvii. Josep Romaguera, entre els segles xvii i xviii, mantenia amb relativa eficàcia aquests propòsits. Agustí Eura, Joan de Boixadors, Guillem Roca i Seguí i Francesc Tagell, de la primera meitat del segle xviii, hi insistien amb desigual fortuna.

### Il·lustració

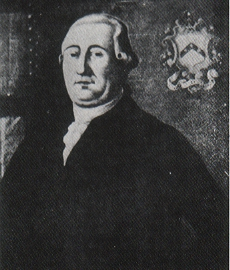
Joan Ramis

Des de la fi del segle xviii, la filosofia crítica i l'erudició lingüística i històrica de la Il·lustració havien renovat tota la concepció de la cultura. Neix una nova mentalitat que considerava que l'obra havia de ser útil o no ser. És època d'inicis d'activitats científiques i d'un menyspreu raonat de la lírica gratuïta. La màxima consideració era obtinguda pels textos de moral o de pedagogia.
A Catalunya, fou representada per un estol brillant, seguint la iniciació metodològica del valencià Jacint Segura, i represa, al Principat, per l'impuls del bisbe Ascensi Sales. Cal destacar també la novel·la de l'alacantí P. Montengon Eusebio.
També cal destacar un grup format per diversos traductors i escriptors, entre els quals Francesc Mulet, Pau Puig, Antoni Febrer i Cardona i Joan Ramis amb l'obra de teatre Lucrècia.
Tanmateix es pot afirmar que la literatura catalana en aquest període fou pràcticament inexistent pel que fa a la literatura «culta». Només han perdurat el conjunt dels gèneres populars com a portaveus més qualificats del temps. El terreny era el teatre jocós i satíric (entremesos) amb textos (la majoria inèdits) redactats per no professionals: epistolaris, narracions privades, i dietaris que reflecteixen la mentalitat de l'època. Una mostra seria el Calaix de sastre del baró de Maldà, que se situava al pol oposat dels il·lustrats com a literatura costumista, que tant d'èxit havia d'assolir en ple romanticisme.
La poesia popular, espontània i multiforme, conferí a la literatura del segle xviii uns títols normalment amb una categoria superior als assolits per les temptatives cultes. Aquesta literatura popular només compartia amb la il·lustració l'època i el fet de desenvolupar-se sota els signes de «natura» i de «llibertat». Però sobretot estava associada amb la llengua del poble.
A principis del segle xix i gràcies a Josep de Togores i Sanglada (comte d'Aiamans) i a Antoni Puig i Blanch, autor hipotètic de Lo Temple de la Glòria, ja s'incorporen alguns elements romàntics.

### Romanticisme

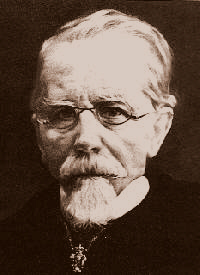
Joaquim Rubió i Ors.

El primer romanticisme, plantejat en temes inequívocament catalans, fou escrit bàsicament en llengua castellana. Però cap al final d'aquest període ja es començà a prendre consciència de la contradicció que existia entre el contingut i el públic al qual s'adreçava i la llengua amb què es feia. Així per exemple, Pere Mata va escriure un llarg poema en català a El Vapor (1836), Joaquim Rubió i Ors començà a publicar els seus poemes al Diario de Barcelona (1839).
En aquesta època, es formà una intel·lectualitat burgesa d'inspiració liberal jove i combativa i, en molts casos, revolucionària. La marxa dels fets, amb els escriptors exiliats o reclosos en la clandestinitat, no en permeté la seva eclosió. Alguns, com Pau Milà i Fontanals i el seu grup, renegaren dels inicis liberals. D'altres, com Ayguals d'Izco, Ribot i Fontserè i Pere Mata, emigraren a Madrid.
Entre 1844 i 1870, el romanticisme conservador, més o menys tenyit d'elements populars o clàssics, monopolitzà les lletres catalanes. Alguns, com Víctor Balaguer, insistiren en una literatura que fos també un instrument de progrés.

## Autors i obres
Autors importants durant el període modern primerenc inclouen Francesc Fontanella, Francesc Vicenç Garcia, que van escriure obres teatrals i poètiques, incloent de sonets, i versos religiosos i eròtics, i Josep Romaguera, reconegut per oratòria històrica, conservada en els sermons publicats en castellà, així com l'únic llibre d'emblemes que s'hagi publicat en català, l'Ateneu de grandesa (1681).

### Francesc Fontanella
Francesc Fontanella i Garraver (Barcelona, 1622 - Perpinyà, 1682 o 1683) fou l'escriptor més ambiciós del Barroc català. Fontanella és l'autor més ambiciós de la literatura barroca culta catalana. Desplega una àmplia temàtica poètica en molts gèneres, més combatiu en la fundació d'un teatre culte i modern en català. Molt influït per la poesia barroca castellana: especialment Góngora, però també la imitació barroquitzant de Garcilaso. És més retòric i castellanitzat que Garcia. La seva tradició manuscrita n'és una prova, ja que s'han conservat moltes de les seves obres en diversos manuscrits i fins i tot trobem manuscrits bastant luxosos dedicats exclusivament a la seva obra. Això ens indica que era un autor amb bastant èxit i circulació, això sí dins d'un ambient culte que difereix molt de la difusió d'altres poetes com Vicent Garcia.

### Rector de Vallfogona
Francesc Vicent Garcia i Ferrandis, o simplement Vicent Garcia, conegut amb el sobrenom de Rector de Vallfogona (Tortosa, Baix Ebre, ca. 1578 o 1579 – Vallfogona de Riucorb, Conca de Barberà, 6 de setembre de 1623) fou un poeta i eclesiàstic català. Vicent Garcia és el primer gran escriptor de la literatura catalana barroca. La seva obra, que abraça tots els gèneres –poesia, teatre, prosa–, va inaugurar una escola literària que, en general, va conservar la seva vigència fins ben entrat el segle xix. La immensa fama que va adquirir es va mantenir inalterada –superant fins i tot la prohibició de les seves obres per la Inquisició (1782)– fins al triomf de la Renaixença. Llavors, la crítica el va presentar com el culpable de la castellanització literària i de la decadència de la literatura catalana, i va començar una etapa de descrèdit que tot just ara comença a ser superada. Un retrat seu forma part de la Galeria de Catalans Il·lustres de l'Ajuntament de Barcelona.

#### Obra

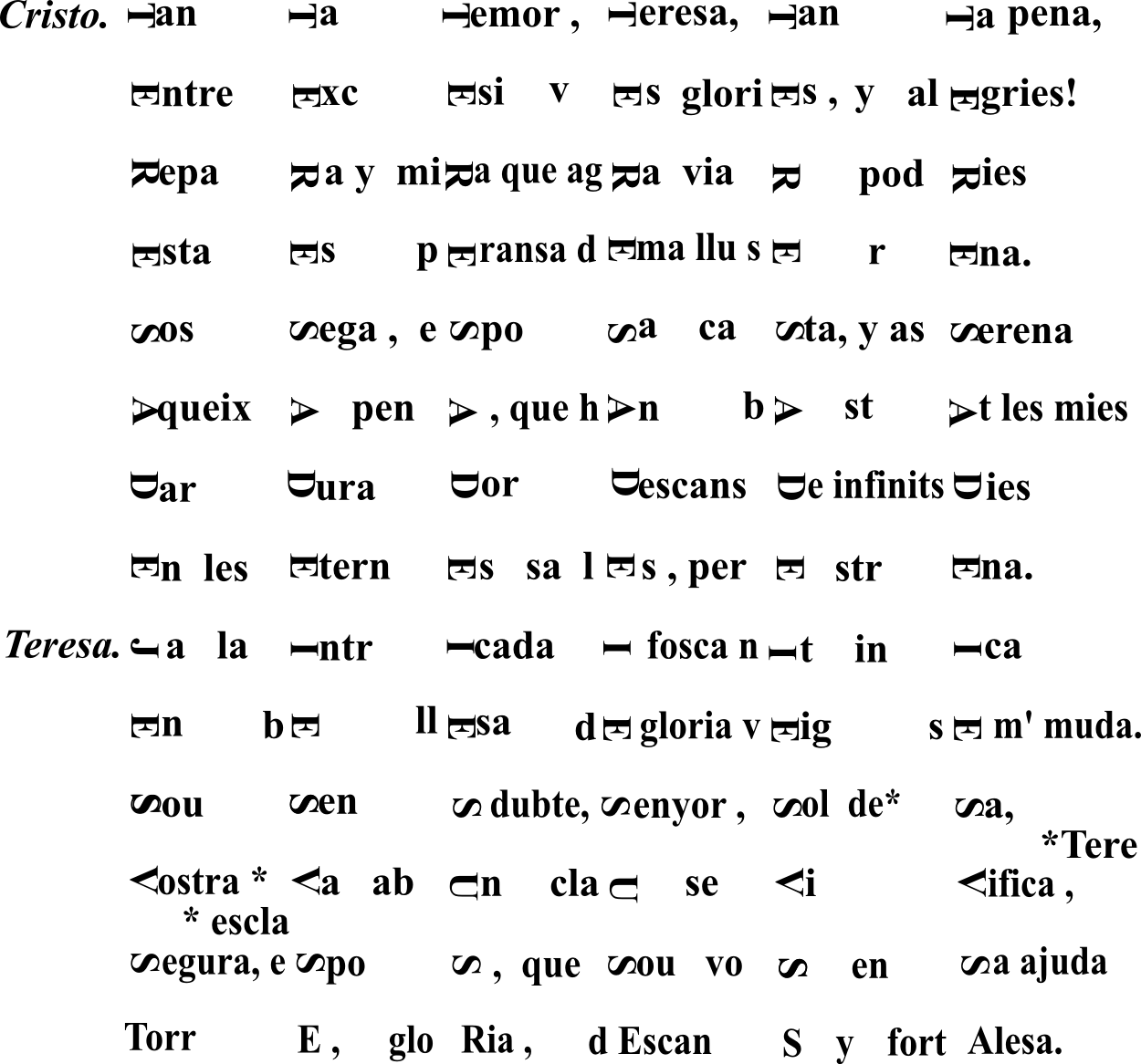
Pàgina de Poesías jocosas y serias del célebre Dr. Vincens García, Rector de Vallfogona.

Va escriure prosa, teatre i poesia. Conreà una poesia artificiosa i elegant, com el sonet A una hermosa dama de cabell negre que se pentinava en un terrat ab una pinta de marfil o les Dècimes d'un galan a les llàgrimes d'una dama. També escriví sàtires violentes i composicions obscenes i grolleres. El seu estil fou imitat per molts autors catalans del segle xviii, fenomen que es coneix amb el nom de vallfogonisme. Va ser criticat per alguns autors de l'època i va ser acusat de castellanitzar la literatura catalana i de propiciar el període de la mal anomenada Decadència. Per aquest motiu es presentava als certàmens literaris amb pseudònims per ocultar la seva identitat. Va fundar una escola literària que va perdurar fins al segle xix.
La seva visió del món era teatral, és a dir, el món es considera un teatre on cadascú té un paper assignat per Déu; tenia poca confiança en la capacitat humana. Els principals temes són la solitud, el desengany, el pas del temps, la mort... Fa servir metàfores complexes, llatinismes, al·lusions mitològiques, hipèrbatons, comparacions iròniques, metàfores, antítesis, jocs de paraules i polisèmies. Utilitza dos tipus de contingut descriptiu: la bellesa (colors clars, flors, alegria...) i la lletjor (color negre, mort, tristesa...).
Vicent Garcia fou famós pel seu humorisme gruixut, ja que utilitzava molt la burla i li agradava escriure sobre temes escabrosos o escatològics. És autor de sonets de gran lirisme, al costat d'altres amb una gran força lírica de caràcter negatiu. Utilitza les dues branques barroques: el culteranisme –que busca l'elegància artificiosa, floralesca i sensual–, i el conceptisme –la pràctica la sàtira barroca–.
Cap a 1631, un desconegut Batista Mirambell va compilar amb obres de Vicent Garcia i d'altres autors un cançoner que va intitular Recreo i jardí del Parnàs. D'aquí arrenca la tradició manuscrita que ha transmès la majoria de les obres del Rector de Vallfogona.
Ben poques de les seves obres van ser publicades en vida de l'autor: algun poema liminar, unes quantes poesies de certamen, i quasi mai sota el seu nom. D'obres majors, Garcia només es va preocupar d'estampar el Sermó predicat a Girona en les exèquies de Felip III (Barcelona, 1622). Ell escrivia sobretot per als amics, o de manera circumstancial, sense pensar en la impremta ni en la posteritat. Per bé que hi ha constància d'impressió d'una primera edició el 1700, el 1703 i el 1712 es publicaren de nou una part de la seva obra i que hi hagué impressions furtives entre aquestes dates. L'edició de 1770 fou prohibida per la Inquisició. L'any 1988 Albert Rossich inclogué poemes seus en l'antologia Poesia eròtica i pornogràfica catalana del segle XVII. La seva obra més important va ser El Sermó (1622) on lloava el rei. Fins als anys cinquanta del segle xx, la figura del Rector de Vallfogona va ser protagonista de molts acudits.

#### Estil
Dins el seu estil, destaca el tractament de l'erotisme, tema tabú a les literatures occidentals de l'època, treballat de forma desinhibida i moderna, de fins i tot fregant la pornografia amb escenes sexuals. Garcia ha estat menyspreat per alguns autors posteriors conservadors com Antoni de Bofarull o Joaquim Rubió i Ors i reivindicat per altres com Frederic Soler o Rosselló-Pòrcel.

### Joan Timoneda
Joan Timoneda (València, entre 1518 i 1520- 1583) fou escriptor i editor. Des de 1550 o 1553 edità un gran nombre de plecs poètics solts (dels conservats, dos són en català i els altres dos, bilingües) i diversos cançoners de destinació popular.
Divulgà romanços propis, tradicionals i d'altri, entre ells Flor d'enamorats, Sarao i les quatre Rosas de romances (1573).
Autor dramàtic i sobretot arranjador i refonedor, publicà obres escèniques religioses (el Ternario espiritual del 1558, i els dos Ternarios sacramentales del 1575), que reflecteixen les noves orientacions de l'església espanyola; al primer d'aquests hi ha una peça seua catalana, Aucto de la Iglésia.
Assoliren fama els seus reculls de contes i anècdotes, alguns dels quals en català: El Sobremesa (1563), Memoria hispanae i Memoria valentina.
És l'autor dels únics actes sacramentals en llengua catalana: L'església militant i el Castell d'Emaús. Aquestes obres estaven concebudes per a l'exaltació de l'Eucaristia com a element de propaganda per defensar la doctrina catòlica en contra de la reforma luterana i la protestant.
Com a escriptor i editor fou molt sensible a les tendències i les novetats literàries del seu temps, i procurà de connectar amb els gustos del gran públic.
Ha estat musicat i interpretat per diversos autors com Raimon i Paco Muñoz. Així Raimon inclou ja l'any 1974 el poema Só qui só en el disc A Víctor Jara.

### Josep Romaguera

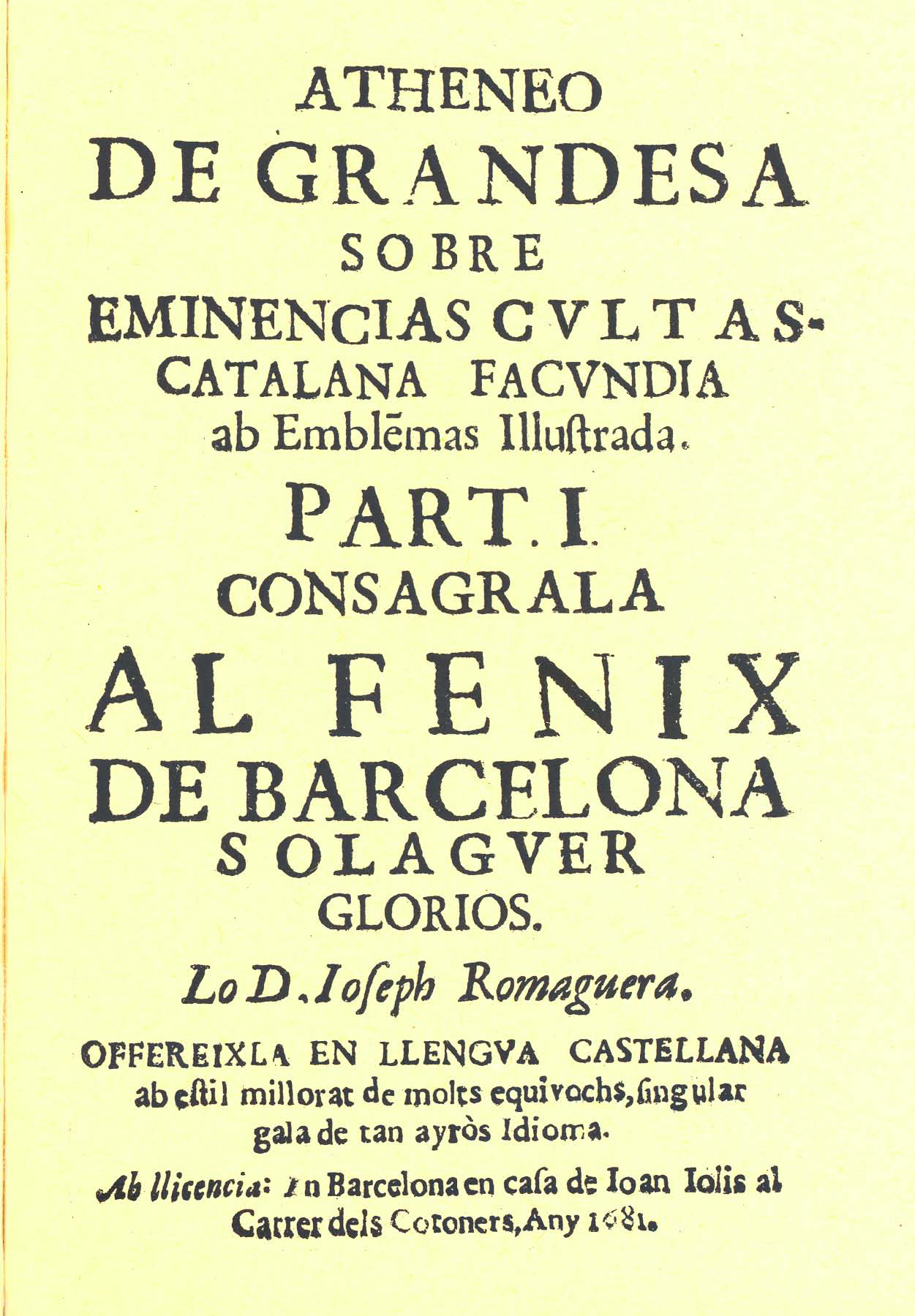
Facsímil de la pàgina del títol del llibre de Josep Romaguera "Atheneo de Grandesa"

Josep Romaguera (1642-1723) és l'autor de l'únic llibre d'emblemes en català, l'Atheneo de grandesa. Les seves altres obres consten de diversos sermons en castellà i alguns plecs solts poètics; les altres obres (com la segona i tercera parts de l'Atheneo) s'han perdut. L'estil de la seva obra és típic del barroc.
Romaguera naix a Barcelona durant la Guerra dels Segadors l'any 1642 i viu fins a 1723, segons el seu epitafi publicat pel mercedari i historiador Pere Serra i Postius. No tenim cap notícia d'ell fins a 1661 quan comença la seva carrera eclesiàstica i rep el seu primer benefici. Va formar part del Sant Ofici i va ser professor de llei canònica a la Universitat de Barcelona. Segons l'epitafi de Postius, Romaguera va ser un predicador famós i va representar l'Església a les Corts Catalanes convocades per Felip V a 1701-2. Per a Postius, Romaguera va ser un individu singular, "uno de los Varones más insignes, que en Letras, Prudencia y Govierno a la fin del passado Siglo y principio del presente, a tenido Cathalunya." (f.104r).
Romaguera va ser defensor del català i al "Pròlech al lector" de l'Atheneo reivindica l'ús del català com llengua literària, afirmant que el seu llibre és un intent de "dar un aliento a las plomas cathalanas." (s.n.) A més a més, es queixa de l'estat del català del temps: 
"Totas las nacions anellan en embellir sa llengua, y en propagarla, perquè es credit de sos ingenis, gosar Alumnos de sa facundia los alienigenos curiosos; pero la paciò, que en las demes se estrema en la alaba[n]ça, en la nostra inadvertidament se precipita al despreci, ab impaciencia de quants ò adverteixan." (i-ii [s.n.]) 

### Joan Ramis
Una primera etapa, que coincidiria amb la segona dominació britànica de Menorca (1763-1781), és on l'activitat de Joan Ramis i Ramis fou més intensa. D'una banda, escrigué les obres dramàtiques neoclàssiques en les quals sap adaptar el català, amb una inusitada habilitat, els alexandrins apariats d'encuny francès: Lucrècia (1769), Arminda (1775), i Constància (1779). D'altra banda, fou dels impulsors de la societat maonesa, on hi mantingué una intensa tasca intel·lectual fins a la seva dissolució el 1785.
L'anàlisi de les obres de la seva biblioteca ens ajuda a conèixer el camp de les predileccions literàries de Joan Ramis: els clàssics grecs i llatins, entre els quals es troben Homer, Horaci, Virgili, Ovidi, Sèneca, Terenci; els escriptors francesos del XVII i del xviii, amb Boileau, Jean Racine i Voltaire entre molts d'altres; els clàssics i contemporanis anglesos, amb la inclusió de Shakespeare, Thomson i Young, i també els italians, de Petrarca i Tasso a Metastasio; fins i tot alguns escriptors de llengua alemanya, com Gessner.

### Pere Serafí
Pel que fa a la seva obra, tenim tota una col·lecció de poemes. El 1560 col·labora amb un sonet a l'edició de l'obra d'Ausiàs March i, cinc anys més tard, publica Dos llibres, conjunt de 170 poemes distribuïts en dues parts, una de profana i una altra d'espiritual. El fet que emmalaltís va impedir que edités la seva obra castellana, que hauria comprès una "art poètica" adreçada al rei.
En les seves obres, utilitza formes poètiques pròpies del Renaixement. És autor de sonets, madrigals, octaves rimades, epístoles, emblemes (comentaris de dibuixos), cançons i poemes. Serafí és un poeta sobre el patiment amorós en la línia petrarquista. De fet, en el sonet 34 (que justifica el títol del llibre de poemes) del seu recull de "poemes cathalans" fa una valoració renaixentista dels grans poetes de l'Antiguitat, al costat d'altres en llengua vulgar. Pel que fa als primers parla d'Homer, Virgili i Ovidi. Pel que fa al segons, de Petrarca, Dant i Ausiàs March.
Els romàntics catalans de la Renaixença el van valorar, desmentint el tòpic de la literatura moderna com a mal vista. I el compositor Pere Albert Vila li musicà el poema, Cançó d'un desesperat d'amor.

### Cristòfor Despuig

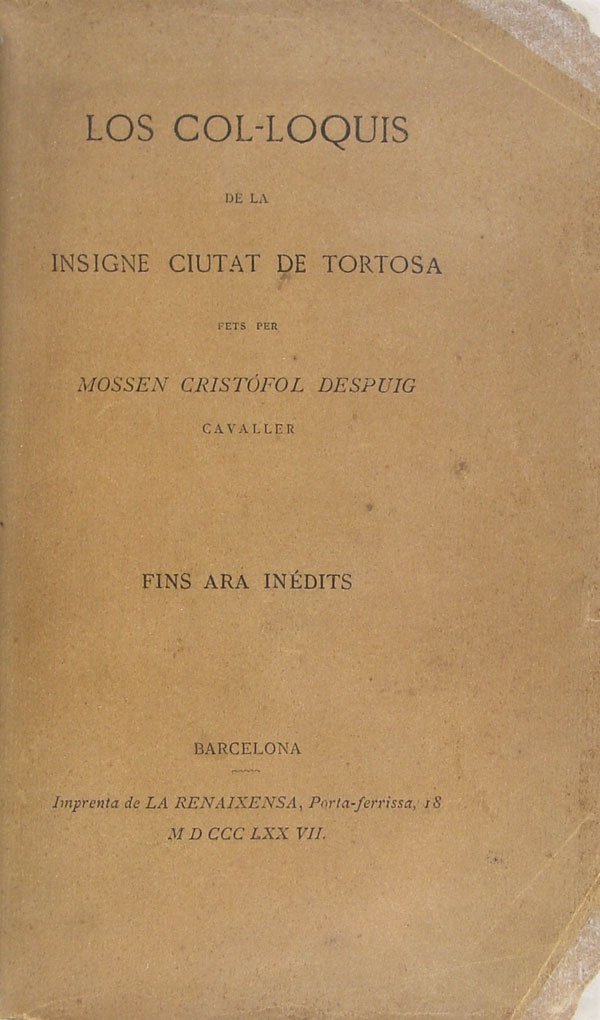
Los col·loquis de la insigne ciutat de Tortosa (1557) de Cristòfor Despuig.

La seva obra Los col·loquis de la insigne ciutat de Tortosa (1557) és una interessant obra en prosa catalana del segle xvi. Escrita en forma dialogada (gènere típic del Renaixement), pretén fer història de Tortosa, i de passada escriure sobre les coses de Catalunya. Aquestes històries de caràcter pretesament localista que amaguen una ambició molt més general, són habituals en l'època: és el cas, també, del "Llibre de les grandeses de Tarragona" (1573) de Lluís Ponç d'Icard o el dels "Discursos históricos de la fundación y nombre de la ciudad de Barcelona" (1633) de Rafael Cervera, entre d'altres. Cèlebre és la seva frase alertant del perill que Castella es volia apropiar del nom «Espanya», perquè des dels temps dels romans Espanya (geografia) era la denominació del que avui en dia anomenen Península Ibèrica.
| « | casi tots los historiògrafos castellans estan en lo mateix, de voler nomenar Castella per tot Espanya | » |